# 우가리트
우가리트(우가리트어: 𐎜𐎂𐎗𐎚 ủgrt /ʾUgarītu/) 혹은 우가릿은 고대 근동 지역의 항구도시로, 현재의 시리아 라타키아 북쪽 약 11km 지점에 위치한 라스 샴라에 자리하고 있었다. 기원전 2천년기 동안, 대략 기원전 1800년부터 1185년까지 중기 및 후기 청동기 시대에 존재했던 우가리트 왕국의 수도였다.
1929년부터 후기 청동기 시대 말기(기원전 1350년~1185년경)의 최종 점유 시기를 중심으로 발굴이 진행되었고, 이를 통해 이 도시와 그가 지배한 왕국에 대한 방대한 양의 문헌 자료와 정보를 확보할 수 있었다. 이러한 발굴은 우가리트 왕국에 속했던 다른 유적지들에서도 병행되었는데, 특히 항구도시 미네트 엘-베이다와 궁전 유적인 라스 이브느 하니에서의 조사도 중요한 보완 자료가 되었다.
우가리트 왕국은 정치적, 군사적으로 시리아를 지배하던 주요 강대국들의 영향권 아래 놓여 있었다. 초기에는 알레포, 이후에는 미탄니 왕국과 이집트, 그리고 기원전 1350년경부터는 히타이트 제국의 영향 아래 있었다. 왕국의 영토는 제한된 규모로, 주로 지중해성 농업에 적합한 시리아 연안 평야를 중심으로 구성되어 있었다.
우가리트의 중요성은 무엇보다도 그 해안가 위치와 항구 덕분이었다. 이 도시는 내륙 시리아와 동지중해 지역에서 활발히 전개되던 교역망을 연결하는 거점 역할을 하였으며, 이를 통해 레반트 중남부의 항구들, 이집트, 키프로스, 아나톨리아 해안, 미케네 그리스와의 접촉이 가능했다.
고고학 발굴을 통해 중요한 왕궁, 신전들, 다양한 규모의 주거지들이 드러났고, 이를 통해 당시 사회의 다양한 계층에 대한 정보를 얻을 수 있었다. 또한 4,000여 점이 넘는 점토판 문서들이 출토되었으며, 이 중 약 절반은 당시의 외교 및 학술 언어였던 아카드어(바빌로니아어)로 쐐기문자 형식으로 기록되어 있다. 이들 중에는 우가리트 왕과 히타이트 제국과의 관계를 다룬 외교문서도 포함된다. 나머지 절반은 우가리트에서 개발된 우가리트 문자를 사용해 기록되었는데, 이 문자는 쐐기문자의 형식을 취한 알파벳 문자로, 최소한 기원전 1250년 이후부터 사용된 것으로 보인다. 이 문자로 기록된 우가리트어는 현지 언어였으며, 우가리트는 알파벳을 일상적으로 사용한 가장 오래된 도시로 여겨진다. 출토 문서들에는 특히 지역 신앙과 관련된 신화 및 의례 문헌들이 포함되어 있어, 고대 근동의 종교 연구에 귀중한 자료가 된다.
기원전 12세기 초, 약 기원전 1185년경, 우가리트는 파괴되고 약탈당하며 역사에서 사라지게 된다. 이는 후기 청동기 문명의 붕괴 시기와 맞물려 일어난 사건으로, 당시 이집트를 공격하던 ‘바다 민족들’에 의한 파괴일 가능성도 제기되고 있다. 이 사건 이후 도시는 폐허가 되었고, 왕국은 재건되지 않았다. 라스 샴라 지역은 고대 이후에도 간헐적으로 거주되기는 했지만, 우가리트 시기처럼 중요한 도시로 다시 성장하지는 못했다.

## 발굴과 재발견

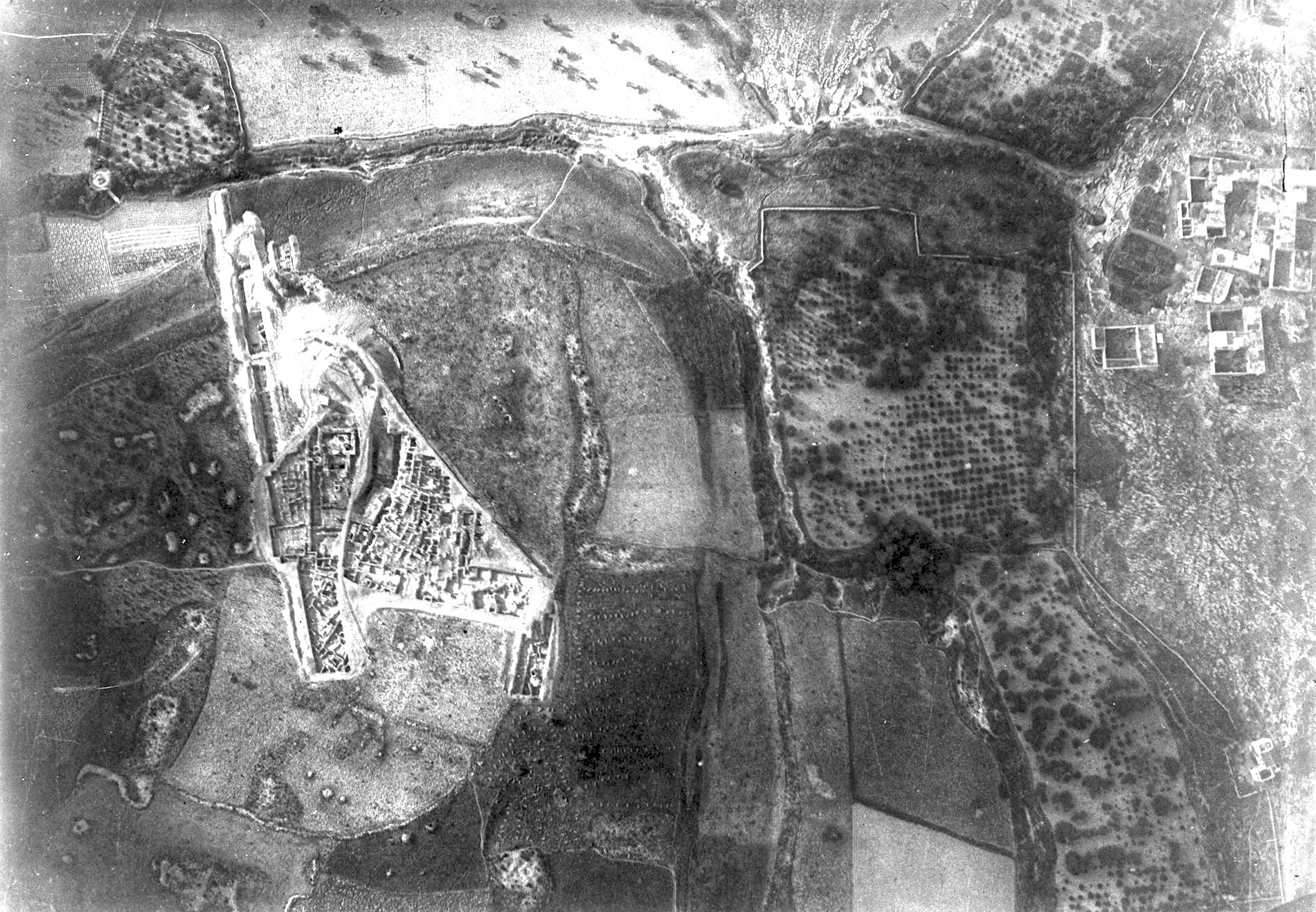
1933년 라스 샴라 유적지의 항공 사진

우가리트 왕국의 재발견은 1928년 초, 미네트 엘-베이다(Minet el-Beida) 유적지에서 시작되었다. 당시 한 농부가 밭을 갈던 중 우연히 고분 하나를 발견하게 되었고, 당시 시리아는 프랑스의 위임통치 하에 있었기 때문에 프랑스 당국이 현장 조사를 진행하였다. 그 결과, 고고학 조사단이 꾸려졌고, 루브르 박물관 동방 고대유물부 책임자인 르네 뒤소(René Dussaud)는 유럽 선사시대 연구를 전문으로 하던 클로드 셰퍼(Claude Schaeffer)에게 발굴 책임을 맡겼다. 셰퍼는 인근의 라스 샴라 유적지까지 탐사할 임무를 부여받았다.
곧이어 라스 샴라에서는 점토판들이 발견되었고, 이는 큰 반향을 일으켰다. 발견된 문자는 일반적인 수백 개의 음절 문자와 표어문자로 구성된 쐐기문자와는 달리, 훨씬 적은 수의 기호로 구성된 정체불명의 문자였다. 한스 바우어(Hans Bauer), 에두아르 도름(Édouard Dhorme), 샤를 비롤로(Charles Virolleaud) 등의 공동 연구를 통해, 이 문자가 페니키아 문자 및 히브리 문자와 유사한 서셈계 알파벳임이 곧 밝혀졌다. 해당 문자는 지역 언어인 우가리트어로 기록된 것이며, 이를 해독함으로써 뜻밖에도 독자적인 우가리트 문명이 존재했음을 알 수 있게 되었다.
미네트 엘-베이다에서의 발굴은 1935년에 중단되었지만, 라스 샴라에서는 1939년까지 발굴이 계속되었다. 그러나 제2차 세계대전의 발발로 프랑스 고고학 임무단은 시리아를 떠날 수밖에 없었다. 이 시기 발굴은 주로 유적지의 최고 지점인 아크로폴리스에서 이루어졌으며, 이곳에서는 많은 유물들과 함께 아래쪽 주거지 일부가 확인되었다. 궁전 지역에 대한 초기 조사가 이때 시작되었다 .
시리아는 1946년에 독립하였고, 프랑스 발굴단은 1948년에 다시 현장으로 돌아왔지만, 대규모 발굴은 새로운 시리아 정부로부터 1950년이 되어서야 허가받았다. 이 시기에는 왕궁 발굴에 주력하였으며, 이로 인해 또다시 다수의 유물과 점토판들이 수집되었다. 발굴은 왕궁 인근의 주요 건축물로 확대되었고, 1959년부터는 주거지 구역(남쪽 도시 및 남아크로폴리스)에 두 개의 대형 도랑이 설치되어 본격적인 조사가 진행되었다. 1960년에는 시리아 측의 아드난 부니(Adnan Bounni)와 나시브 살리비(Nassib Saliby)가 이끄는 팀이 로마 시대 수도 시설을 발굴하면서 자료 수집이 더욱 방대해졌다.
1971년부터 1974년까지는 앙리 드 콩탕송(Henri de Contenson)이 발굴 책임을 맡았고, 1975년~1976년에는 장클로드 마르게롱(Jean-Claude Margueron)이 그 뒤를 이었다. 이 시기에는 유적지 내 새로운 구역이 발굴되었으며, 특히 아크로폴리스 서쪽 지역에서 이루어진 대형 시굴조사(1962~1976)는 유적의 기원을 신석기 시대로까지 소급할 수 있게 했다. 1978년에는 마르그리트 욘(Marguerite Yon)이 발굴 책임을 맡아 1998년까지 활동하였다. 그녀의 지휘 하에 도심부, 우르테누의 주거지가 있는 남중앙 구역 등에서 새로운 발굴이 이루어지며 도시 지형에 대한 연구가 지속되었다.
우가리트에서 발굴된 유물에는 비문학적 자료를 포함하여 방대한 문헌이 있다. 이들은 발굴 초기부터 다양한 학술지에 걸쳐 지속적으로 출판되었다. 매년 발굴 보고서는 프랑스 고고학 학술지 《시리아(Syria)》에 게재되었고, 이외에도 다양한 고고학·언어학 관련 저널에 연구 성과가 실렸다. 1939년부터 1969년까지는 《우가리티카(Ugaritica)》 시리즈(총 6권)를 통해 유적 발굴 자료의 분석 논문들이 집중적으로 출판되었다. 1955년부터 1970년까지는 《우가리트 왕궁(Palais Royal d'Ugarit)》 시리즈(제2권부터 제6권까지 총 5권)가 왕궁 및 인근 건물에서 발견된 점토판 문헌의 편집·출판에 사용되었다.
1978년부터는 이전 발굴에서 확보되었지만 미출판 상태였던 자료들을 정리·분석하는 것이 주요 연구 과제로 포함되었으며, 1983년에는 《라스 샴라–우가리트(Ras Shamra–Ougarit)》 시리즈가 시작되어, 2021년 기준으로 총 28권이 출간되었다. 해당 시리즈는 단행본 및 공동연구서 형태로 출판되며, 우가리트 유적과 관련된 고고학 연구 내용이 들어있다. 이 시기 말에는 우가리트 유적에 대한 종합적 연구서들이 출간되었으며, 대표적으로 마르그리트 욘(Marguerite Yon), 가브리엘 사아데(Gabriel Saadé), 윌프레드 왓슨(Wilfred Watson)과 니콜라스 와이엇(Nicolas Wyatt)이 편집한 공동 저작이 있다.
우가리트 왕국과 동시대이거나 통합되었을 가능성이 있는 라타키아 지역의 여러 유적지에서도 발굴이 확대되었다. 1934년 스위스의 에밀 포레르(Émile Forrer)는 자블레(Jablé) 평야의 칼앗 에르-루스(Qal'at er-Russ)와 텔 수카스(Tell Soukas)에서 시굴 조사를 진행하였다. 같은 시기, 영국의 고고학자 레너드 울리(Leonard Woolley)는 알-미나(Al-Mina) 유적에서 상업 중심지로 추정되는 철기시대 유적을 발굴하였다.
1950년대 후반부터 발굴은 국제적으로 확대되었다. 1958년부터 1963년까지 덴마크의 폴 J. 리스(Paul J. Riis)가 자블레 평야의 텔 수카스, 텔 다루크(Tell Darrouk), 아랍 엘-무크(Arab el-Mouk) 등 세 유적을 발굴하여, 지역의 다양한 역사 시기를 포괄하였다. 1970년부터는 지벨 아크라(Djebel Aqra) 기슭의 라스 엘-바싯(Ras el-Bassit) 유적이 폴 쿠르뱅(Paul Courbin)의 지휘 하에 조사되었다. 1977년부터는 라스 샴라 인근의 라스 이브느 하니(Ras Ibn Hani) 유적이 시리아-프랑스 공동 발굴단에 의해 조사되었으며, 아드난 부니(Adnan Bounni)와 자크 라가르스(Jacques Lagarce)의 주도 하에 우가리트 시대의 궁전 2채와 방어시설이 확인되었다. 이외에도 가브리엘 사아데는 라타키아 평야 일대에서 고고학적 탐사를 진행하여, 지역 고대사 연구에 기여하였다. 1990년대에는 시리아 발굴단이 자블레 지역의 텔 시야누(Tell Siyannou)를 조사하였으며, 이 유적은 우가리트 문헌에 동일한 이름으로 언급되어 있는 것으로 확인되었다.
텔 투에이니(Tell Toueini) 유적은 시리아-벨기에 공동 발굴단(카렐 반 레르베르그[Karel Van Lerberghe])이, 텔 이리스(Tell Iris)는 앙투안 술레이만(Antoine Souleiman)이 조사하였다. 2000년에는 아키라 쓰네키(Akira Tsuneki)가 이끄는 시리아-일본 공동 발굴단이 라스 엘-바싯 및 나르 에르-루스(Nahr er-Russ)를 재조사하였다. 이와 함께 시리아 정부는 연안 해저 유적과 해안 지역 유적지를 체계적으로 조사·기록하기 위한 해양 고고학 프로그램도 추진하였다.
1999년 라스 샴라 발굴은 시리아-프랑스 공동 임무로 전환되었으며, 프랑스 측에서는 이브 칼베(Yves Calvet), 시리아 측에서는 바삼 자무스(Bassam Jamous)가 공동으로 발굴을 주도하였다. 이들은 2008년까지 현장을 관리하였으며, 이후에는 발레리 마토이앙(Valérie Matoïan)과 자말 하이다르(Jamal Haydar)가 2011년까지 발굴을 이어갔다.
2011년 시리아 내전으로 인해 현장 발굴은 중단되었으나, 2014년부터 시리아 측 주도로 재개되었고, 고고학자 호자마 알-바흘룰(Khozama al-Bahloul)이 이를 지휘하였다. 프랑스 측은 현장 발굴이 어려워진 상황에서 기존 자료에 대한 분석 및 연구를 중심으로 학문 활동을 이어가고 있다.

## 종교

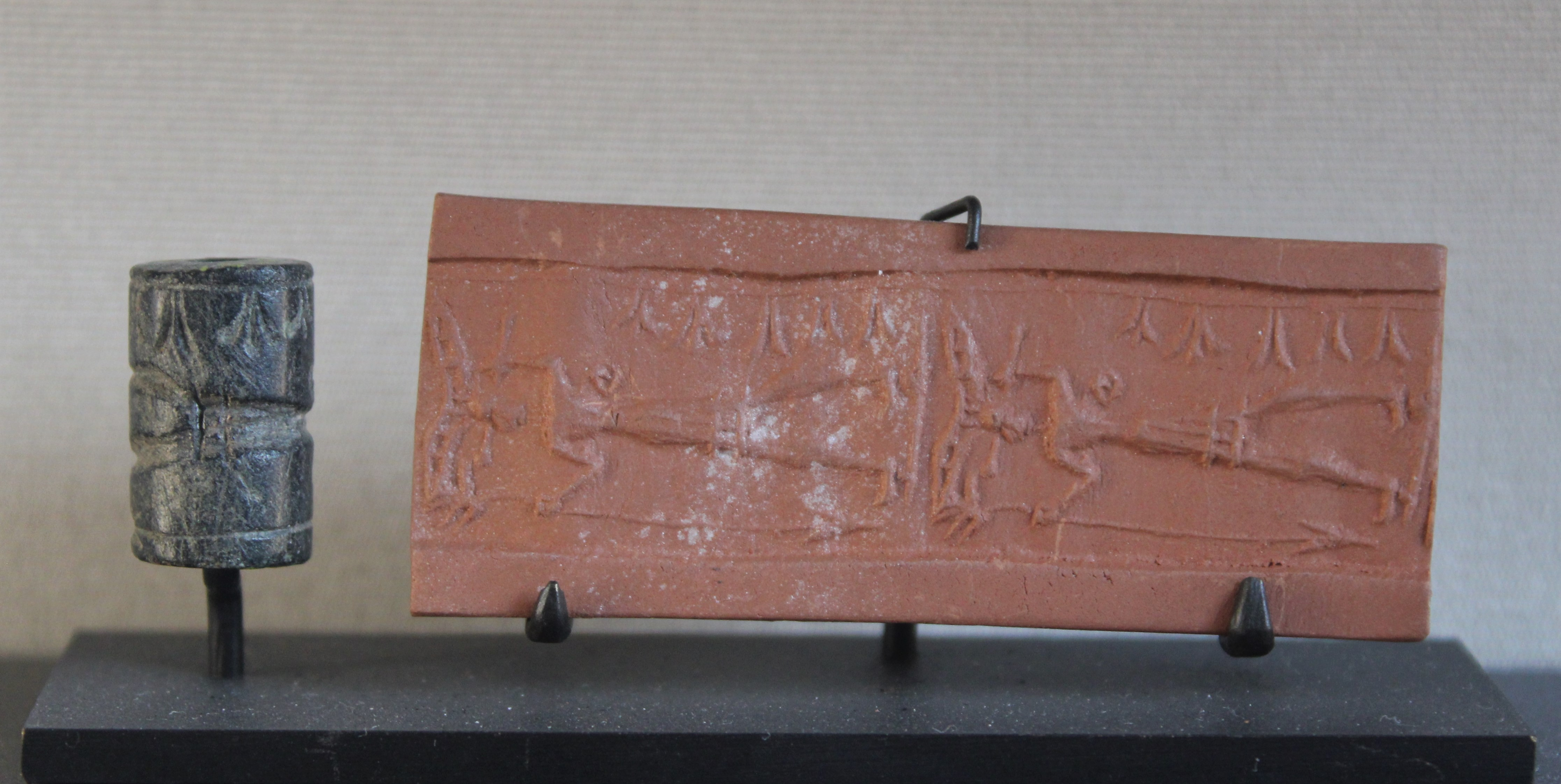
루브르 박물관에 소장된 이 인장 원통(현대 인쇄 복제본 포함)은 폭풍의 신 바알-하다드를 묘사한다. 그는 왕관을 쓰고 날개 한 쌍을 지닌 모습으로 나타나며, 무기용 철퇴와 창을 들고 있다. 창의 끝은 식물의 잎사귀 형태로 마무리되어, 풍요와 식생의 상징을 나타낸다.

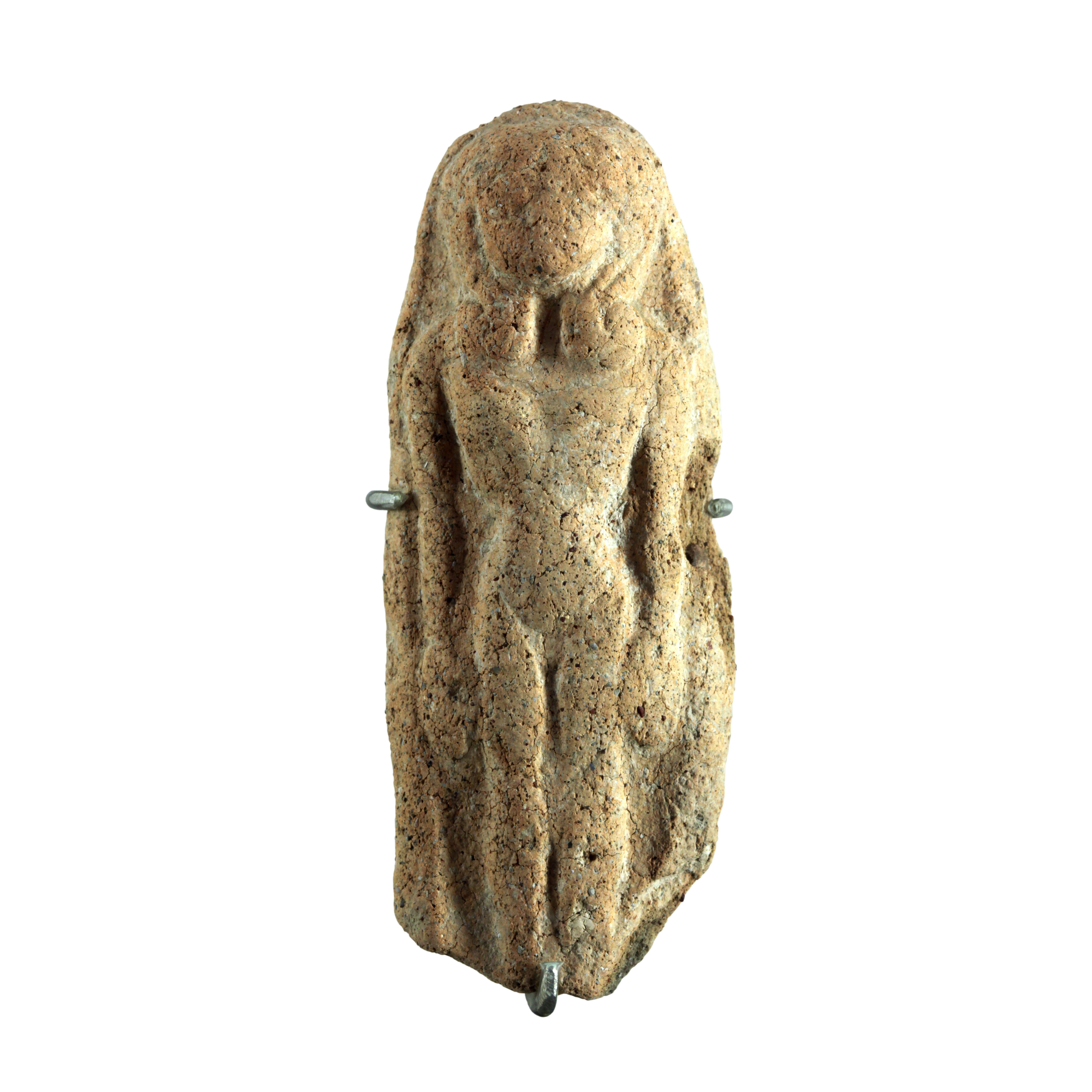
미네트 엘-베이다에서 출토되어 루브르 박물관에 소장된 이 테라코타 조각은 벌거벗은 여성 인물을 묘사하고 있다. 연구자들은 이 인물이 아스타르테(또는 유사한 여신일 가능성이 크다고 본다. 이는 고대 근동에서 다산, 성애, 생명의 여신을 묘사할 때 자주 등장하는 유형이다.

우가리트의 신격 체계는 시리아 및 레반트 지역의 전통적인 종교 문화에 뿌리를 두고 있다. 우가리트의 종교 문헌에서 최고신의 지위를 차지하는 신은 엘(El, 또는 ‘일루’ Ilu)로, 그 이름 자체가 문자 그대로 ‘신’을 의미한다. 엘은 신들의 아버지이자 창조신으로 간주되며, 모든 신적 존재의 근원으로 여겨진다.
엘과 함께 가장 중요한 신은 바알이다. ‘바알’은 고유한 이름이라기보다 ‘주인’ 또는 ‘지배자’를 뜻하는 칭호이며, 여기서는 시리아-레반트 지역 전역에서 ‘하두/하다드’로 알려진 폭풍의 신을 지칭한다. 바알은 번개와 비, 구름 등 기상 현상을 지배하며, 농경사회의 풍요와 생산력을 보장하는 신이다. 왕국 내에서 가장 높은 지형인 사폰 산에 거처하며, 주권적 신격의 특성을 띠고 있다.
바알은 우가리트 문헌 중 가장 중요한 신화 시편인 ‘바알 서사군’의 주인공으로 등장한다. 여기서 바알은 다간의 아들이며, 신들 간의 왕권 투쟁을 통해 지배적 위치를 쟁취하는 과정을 보여준다. 처음에는 바다의 신 얌과 대결하여 왕이 되고, 이후 자신의 궁전 건설 과정을 거치며, 다시 죽음의 신 모트와의 투쟁을 통해 궁극적인 패권을 확립한다. 해당 신화는 농경 주기나 종교적 축제와 연계된 의례용 낭송문으로 사용되었을 가능성이 제기된다.
우가리트의 여신들 가운데 중요한 신격으로는 먼저 아티랏(후에 아세라)이 있으며, 그녀는 최고신 엘의 배우자이자 바다의 여신으로 숭배되었다. 아낫은 바알의 여동생으로, 사랑과 전쟁을 관장하는 강력한 여신으로 여겨졌고, 천체의 여신인 앗타르트(후에 아스타르테)는 남성 신격인 앗타르와 짝을 이루는 존재로 등장한다. 이 외에도 태양의 여신 샤파슈, 달의 신 야리크, 바다의 신이자 바알의 첫 번째 적수인 얌, 죽음의 신이자 두 번째 적수인 모트가 주요 신격으로 나타나며, 장인의 신으로서 신화 속에서 기술자 역할을 맡는 코타르-와-하시스, 그리고 역병과 전염병을 관장하는 라샤프 등도 우가리트 신화에서 중요한 역할을 담당한다.
우가리트의 점토판 문헌에는 수십 종의 신들이 명시되어 있으며, 이 중에는 같은 신의 지역화된 형태(예: ‘우가리트의 바알’, ‘사폰의 바알’)도 포함되어 있어 다신교 사회의 전형적인 신격 분화 양상을 보여준다.
우가리트 신화는 우가리트 문자를 사용하여 기록된 여러 점토판 문서를 통해 알려져 있다. 바알 서사군은 6개의 점토판에 걸쳐 전개되며, 각 점토판의 말미에는 이를 필사하거나 작성한 서기관이 일리밀쿠라는 인물이며, 우가리트의 왕 중 한 명인 니크마두 치하에서 활동했음을 언급한다.
이 서사군에서는 바알이 신적 왕권을 확립하는 과정을 다루며, 다음과 같은 주요 내용을 포함한다.
1. 얌(Yam)과의 대결: 바알이 얌을 무찌르고 신들의 왕이 된다.
2. 궁전 건설: 신적 주권자의 위상으로서 거처를 마련한다.
3. 모트(Mot)와의 투쟁: 죽음의 신과의 결전 후 궁극적 승리를 거둔다.

이 신화는 우가리트 왕권의 정당성과 자연 질서(농사, 계절)의 상징화를 포함하며, 제의적 축제에서 낭송되었을 가능성도 제기된다.

그 외의 신화로는, 엘이 연회 도중 취해버리는 이야기가 있으며, 해당 이야기의 점토판 뒷면에는 숙취를 해소하기 위한 주문이 수록되어 있는 등, 종교적 실천과 민간 신앙이 결합된 문헌도 확인된다.

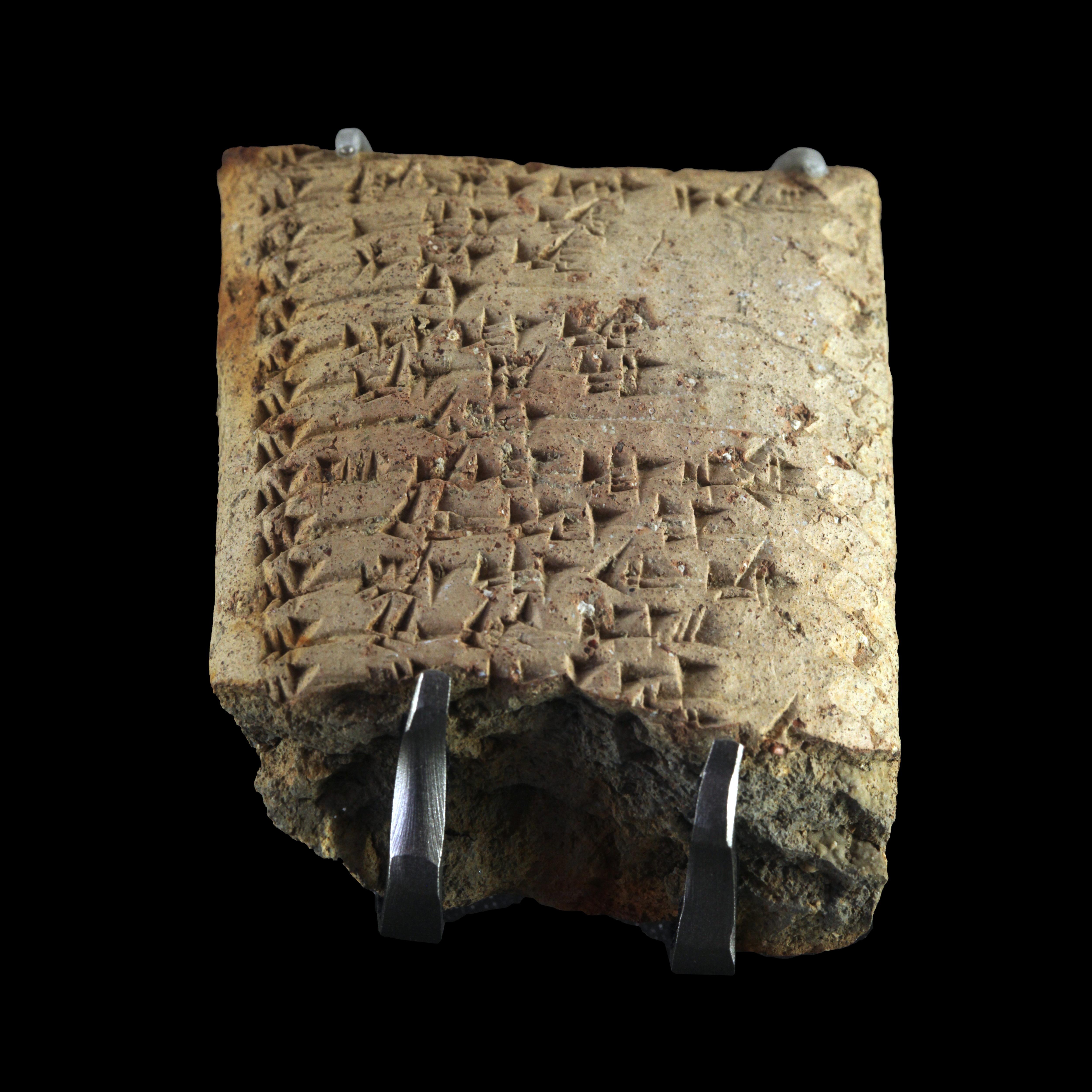
루브르 박물관에 소장된 점토판 문서는 아카드어 쐐기문자로 기록된 우가리트 왕국 신들의 위계 목록을 담고 있다. 목록 맨 앞에는 ‘조상신’ 또는 ‘아버지신’이 위치하며, 그 뒤로 엘, 다간, 아다드(Adad, 바알-하다드)의 7가지 화신, 달의 신 신, 지혜의 신 에아, 후리안의 대여신 헤밧 등이 차례로 기술되어 있다.
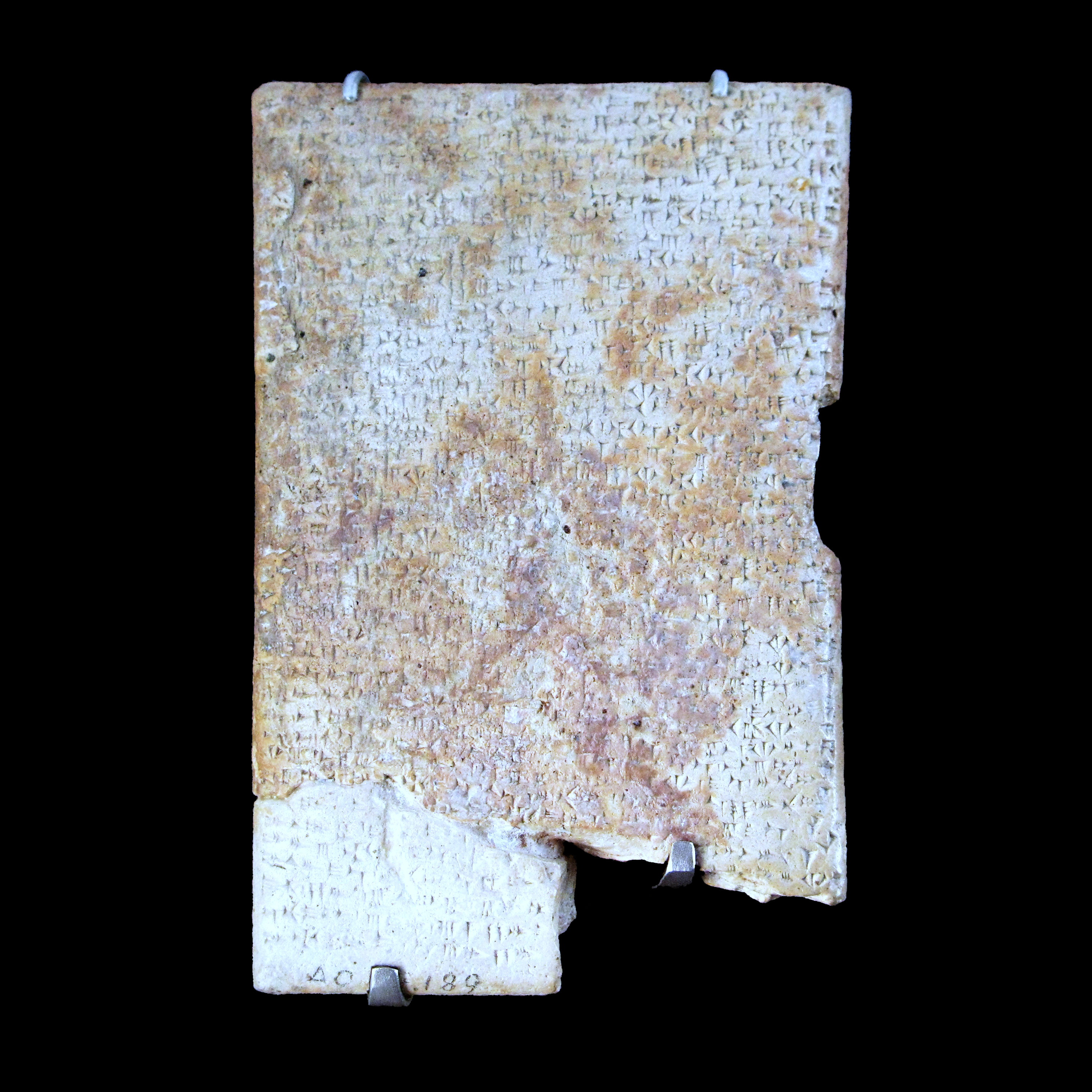
라스 샴라 유적 내 ‘대제사장의 집’에서 출토된 점토판으로, 신들의 탄생과 문명의 기원, 농업의 시작에 관한 신화를 담고 있다. 이 문서는 ‘아름답고 우아한 신들의 탄생’이라는 주제를 다루며, 신성한 질서와 인간 사회의 기원을 서술하는 종교-문화 복합적 신화로 간주된다. 현재 이 유물 역시 루브르 박물관에 보관되어 있다.

## 성경과의 관계
우가리트 문헌은 성서학 연구자들의 큰 주목을 받아왔다. 우가리트 종교는 고대 이스라엘의 종교에 선행하거나 그와 밀접한 관련이 있는 다신교적 ‘가나안’ 문화의 기반을 연구하는 데 있어 비교할 수 없는 문헌 자료를 제공한다. 고대 이스라엘은 다신교에서 유일신 신앙으로 이행하게 되는데, 이러한 변화는 구약성경에도 반영되어 있다. 우가리트의 두 주요 신격인 엘과 바알은 성경 속 신(야훼)과 여러 면에서 유사점을 지닌다. 바알과 아세라는 성경에도 언급되는데, 우상으로 간주되어 성서 저자들의 비난 대상이 된다. 시적 표현의 관점에서도, 우가리트 신화와 히브리 성경의 본문 사이에는 유사한 문장 구조가 발견되며, 이들 언어는 서로 연관되어 있다.

## 갤러리

우가리트의 바알 상
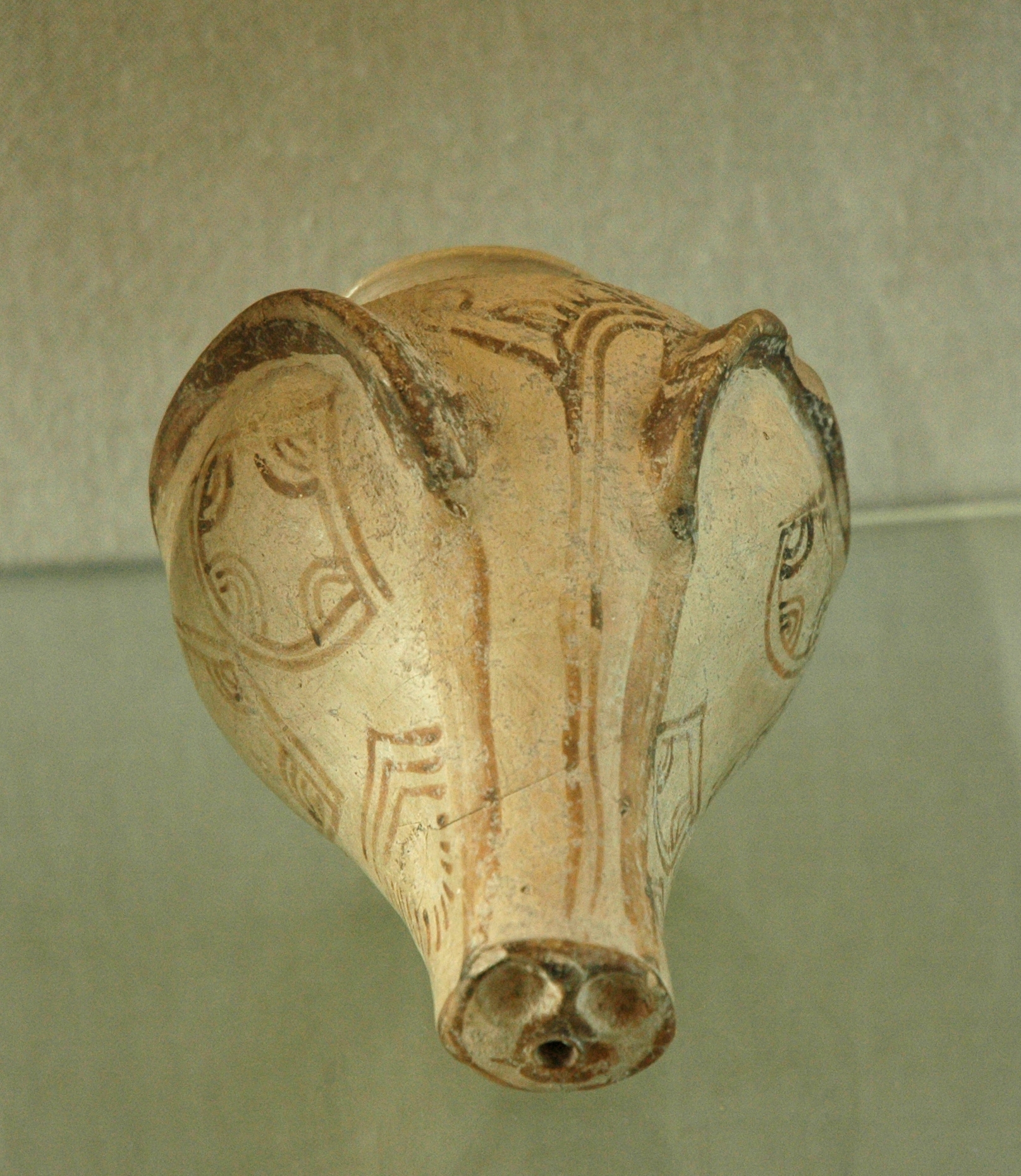
수퇘지 마구, 기원전 14~13세기에 미케네에서 우가리트로 수입된 것
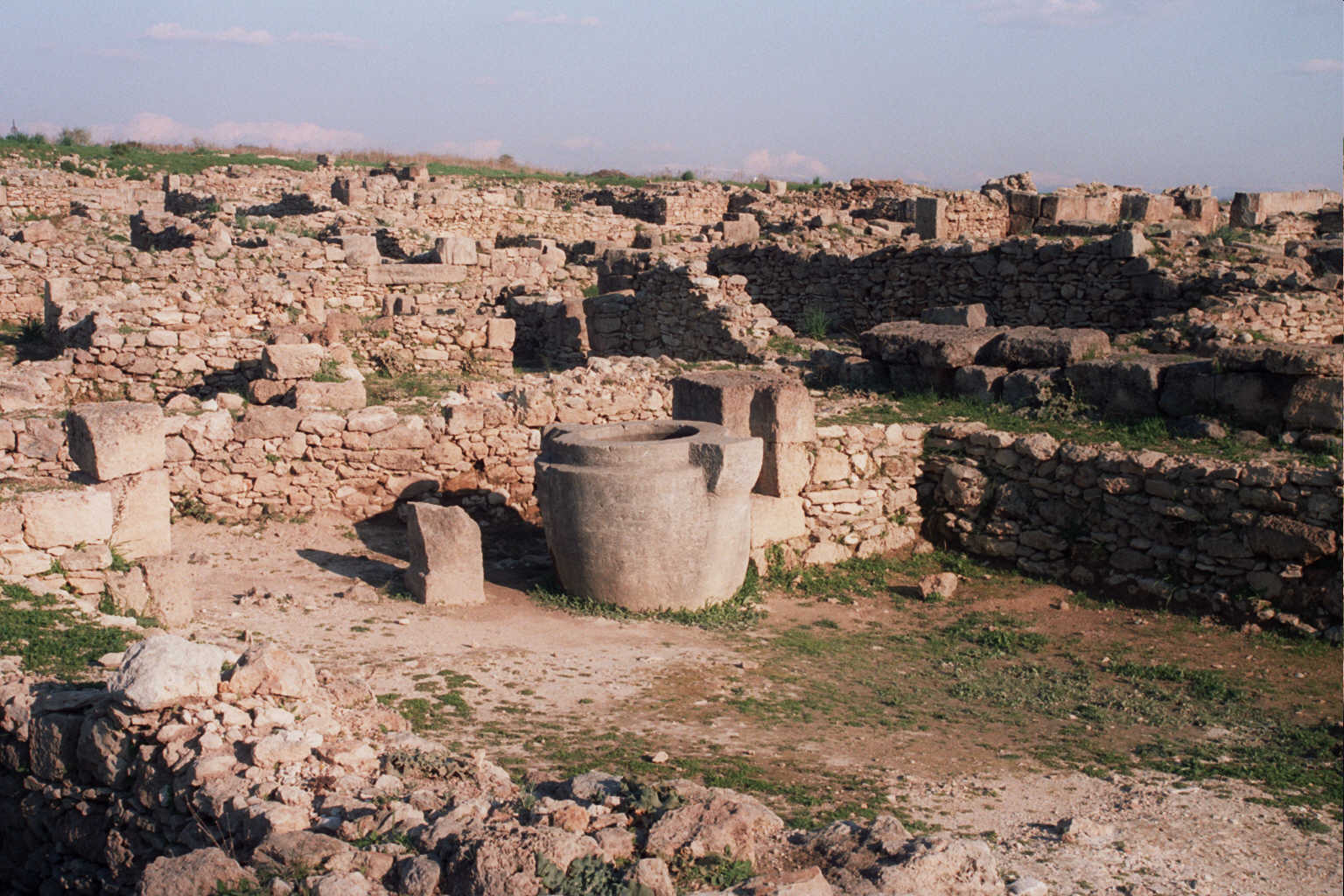
라스 샤마라의 유적
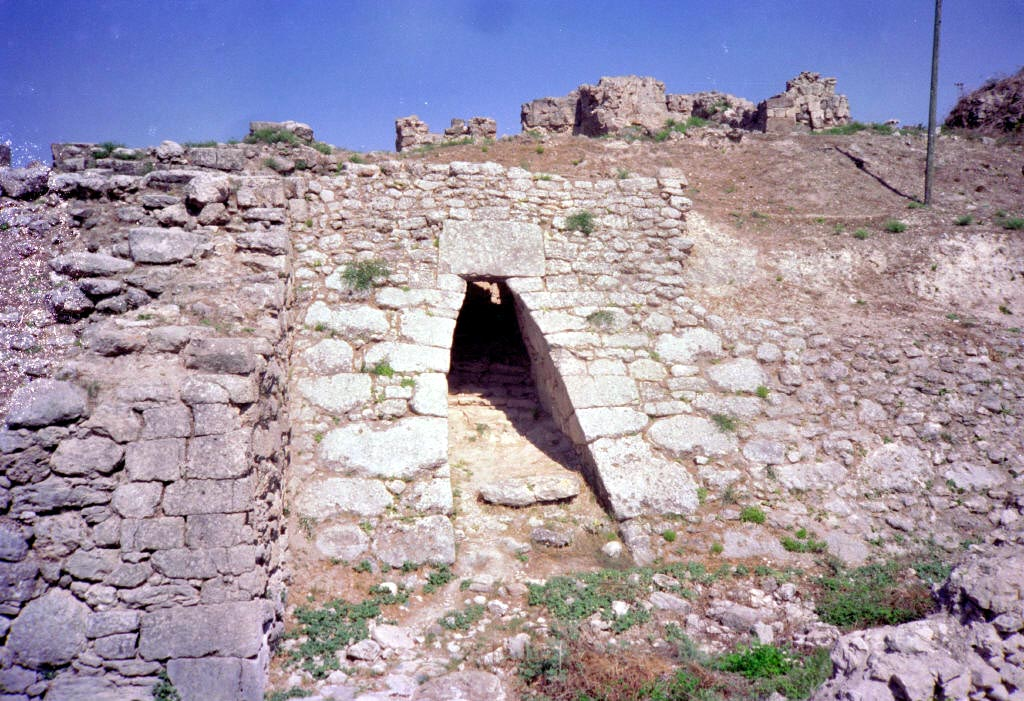
왕궁의 입구

## 같이 보기
- 아세라